# I. Jahmesz
I. Jahmesz (uralkodói nevén Nebpehtiré, görögösen Amószisz; i. e. 1560 körül, ur.: kb. i. e. 1550 – i. e. 1525) az ókori egyiptomi XVIII. dinasztia első fáraója. Az Egyiptom északi részét megszállva tartó hükszoszok ellen fellázadó és háborút indító thébai uralkodóház tagja. Uralkodása alatt fejeződött be a hükszosz megszállók kiűzése Egyiptomból, melyet édesapja, Szekenenré vagy nagyapja, Szenahtenré kezdett meg és a Szekenenrét követő Kamosze is folytatta. Jahmesz sikeresen újraegyesítette a második átmeneti kor alatt kettészakadt Alsó- és Felső-Egyiptomot, és helyreállította a rendet.
Miután kiűzte a hükszoszokat a Nílus-deltából, és biztosította uralmát az egész ország fölött, visszaszerezte Egyiptom korábbi függő területeit, Núbiát és Kánaánt. Ezután újjászervezte a közigazgatást, újra megnyitotta a kőfejtőket, bányákat és kereskedelmi utakat, majd nagy építkezésekbe kezdett, amilyenekre a Középbirodalom óta nem volt példa. Neki épült az utolsó egyiptomi piramis. Uralkodásával kezdődött az Újbirodalom korszaka, amelyben Egyiptom elérte hatalma csúcsát.

## Családi háttere
A XVIII. dinasztia egyenes folytatása a XVII.-nek, de Manethón, aki a ptolemaida korban létrehozta a dinasztiák szerinti felosztást, a hükszoszok kiűzését tartotta annyira jelentősnek, hogy új dinasztiát kezdjen. Jahmesz a XVII. dinasztia utolsó előtti fáraójának, Szekenenré Ta-aának és főfeleségének egyben testvérének, Ahhotep királynénak a fia. Lehet, hogy a bátyja volt, Kamosze, a XVII. dinasztia utolsó fáraója. de Szekenenré és Jahmesz múmiáit vizsgálva és életkorukra következtetve az is lehet, hogy Kamosze Jahmesz nagybátyja volt, aki azért lépett trónra, mert apja halálakor Jahmesz még túl fiatal volt ahhoz, hogy azokban a zűrzavaros időkben átvegye a kormányzást.
Kamoszét nem számítva Jahmesznek feltehetőleg három fiú- és öt lánytestvére volt, valamint két lány féltestvére apja két mellékfeleségétől. Főfelesége, Ahmesz-Nofertari az egyik testvére volt. Négy fiukról és legalább két lányukról tudunk (Jahmesz-ankh, Amenhotep, Sziamon, Ramosze; Meritamon, Szitamon). Közülük Jahmesz-ankh volt a kijelölt trónörökös, ő azonban még apja előtt meghalt (Jahmesz 17. és 22. uralkodási éve közt), közülük apja halála után Amenhotep lépett trónra; Jahmesz és Amenhotep talán pár évig társuralkodók voltak. Amenhotepnek és testvér-feleségének, Meritamonnak azonban nem született gyermeke. Lehet, hogy az őt követő fáraó, I. Thotmesz Jahmesz egy fiatalon meghalt fivérének a fia volt, felesége, Mutnofret pedig feltehetőleg Jahmesz leánya.
Jahmesz családja Thébában már generációk óta a hatalmon volt, ám uralmuk nem terjedt ki az egész országra. Északon a hükszósz megszállók uralkodtak, akiknek fővárosa Avarisz volt. A thébai uralkodócsalád Jahmesz nagyapja, Szenahtenré, vagy apja, Szekenenré idején kezdett háborút az ország újraegyesítésére. A háborúkban Szekenenré és Kamosze is elesett, így a még gyermek Jahmesz került trónra, körülbelül tízévesen (múmiája vizsgálata alapján 35 körül járhatott, amikor meghalt, és 25 uralkodási évéről tudunk.). A kormányzást anyja, Ahhotep tartotta kézben. Eddigre családjuk már az Elephantinétól Kuszaiig terjedő területeken uralkodott. Mivel az ő idejében sikerült az országot teljesen felszabadítani a hükszósz uralom alól, a később őt tekintették dinasztiaalapítónak és az Újbirodalom első fáraójának.

## Uralkodása

### Uralkodásának hossza
Jahmesz uralkodásának kezdete és vége elég pontosan datálható a Szíriusz heliakus kelésének segítségével, melyet utóda, I. Amenhotep alatt figyeltek meg, mivel azonban a megfigyelés helye nem ismert és hatással van az eredményre, különféle eredmények születtek: i. e. 1570–1546, 1560–1537 és 1551–1527. Manethón szerint Jahmesz 25 év 4 hónapig uralkodott; ezt alátámasztja, hogy a turai mészkőbányánál egy felirat említi a 22. uralkodási évét. Múmiájának vizsgálata azt mutatja, 35 éves kora körül halt meg, ami szintén alátámasztja, hogy 25 évig uralkodott, ha tízévesen lépett trónra. Radiokarbon datálással uralkodását i. e. 1570 és 1544 közé tették.

### Hadjáratai

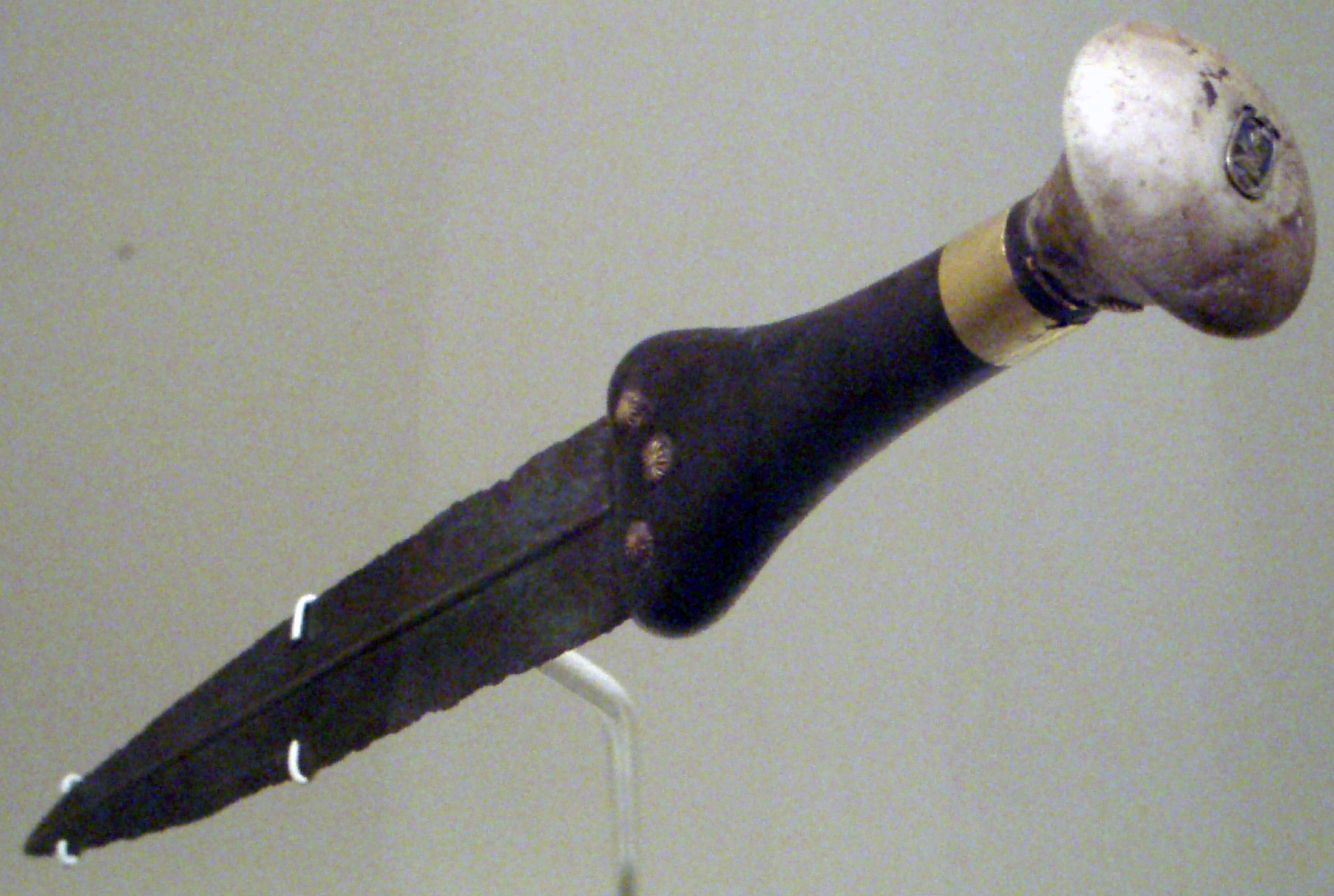
I. Jahmesz nevét viselő tőr a torontói Royal Ontario Museumban

#### A hükszósz háború vége
A hükszoszokkal vívott háború csaknem 30 éven át tartott és Jahmesz uralma alatt fejeződött be. Jahmesz apja, Szekenenré Ta-aa a harcokban eshetett el, múmiáján halálos sérülés látható. Az őt követő Kamosze, aki a hükszosz főváros, Avarisz ellen vonult, csak három évig uralkodott. Jahmesz gyerekként került trónra, ezért anyja, Ahhotep volt a régens.
A háborúnak az Avarisz bevétele előtti eseményeiről kevés a forrás. Majdnem minden, amit tudunk, a Rhind-papirusz dokumentum hátoldalán fennmaradt naplószerű feljegyzésből ismert. Maga a matematikai papirusz az utolsó előtti hükszósz király, I. Apepi 33. uralkodási évében íródott; hátoldalán a háborúról tanúskodó feljegyzések a 11. uralkodói évben, amiről korábban úgy tartották, Jahmesz uralkodási évére utal; ma inkább úgy gondolják, Apepi utódja, Hamudi uralkodásának 11. évében írták, mivel a papirusz az általa uralt Memphisz környékéről származhat, valamint Jahmeszre „déli fejedelem”-ként és nem királyként utal, ahogyan egy támogatója minden bizonnyal tette volna. A feljegyzések szerint a 11. év „semu [aratás évszaka] második havában Héliopoliszt bevették; ahet [áradás évszakja] első hónapja 23. napján a déli herceg betört Tjaruba; 25. nap: azt beszélik, Tjarut bevették.”
A Rhind papiruszból valamennyire kiviláglik Jahmesz stratégiája. Nem közvetlenül a hükszosz főváros ellen vonult. Miután júliusban bevette Héliopoliszt, a Nílus-delta keleti részébe ment, ahol októberben elfoglalta Tjarut, az Egyiptomból Kánaán felé vezető Hórusz-út mentén ápített jelentős határerődöt. Tjaru elfoglalásával elvágta a hükszószok lehetséges visszavonulási útját a Sínai felé, és elvágta őket a Kánaánból érkező segítségtől is.
A hadjárat későbbi eseményeiről részletesebben egy másik Jahmesz tudósít, a Jahmesz, Abana fia néven ismert kapitány, aki a fáraó seregében szolgált. Az ő életrajzán kívül a fáraó abüdoszi reliefjei is betekintést nyújtanak az eseményekbe. Az alaposan megerősített Avariszt több ostrom után sikerült csak elfoglalni – Jahmesz 18. és 22. uralkodási éve között, miután a háború már kb. 30 éve tartott. A harmadik és a végső, negyedik ostrom közt a fáraónak egy kisebb lázadást is el kellett fojtania délen. Avarisz eleste után a hükszószok kivonultak Egyiptomból. Jahmesz követte őket Dél-Palesztinába, ahol háromévi ostrom után bevette Saruhent. Ezzel végleg legyőzte a hükszószokat, nem kellett újabb támadásuktól tartania.
Egy felirat a turai kőfejtőben azt írja, a kőfejtő megnyitásakor Kánaánból hoztak ökröket. Az ökröket valószínűleg már Saruhen bevétele után hozhatták, így Jahmesz már 18. vagy 19. uralkodási évére bevehette Avariszt.

#### Későbbi hadjáratai
A hükszószok legyőzése után Jahmesz igyekezett megerősíteni hatalmát, ezért hadjáratokat indított Szíriába, illetve Núbiába. 22. évében elérte a levantei Dzsahit, és talán az Eufráteszt is, bár úgy tartják, hogy utóbbihoz, I. Thotmesz ért el elsőként. Jahmesz minden bizonnyal elérte legalább Kedemet, amely Büblosz közelében volt, mert felesége, Ahmesz-Nofertari sírjában egy osztrakon felirata erről tanúskodik. Erről a hadjáratról keveset tudni, mert Jahmesz, Abana fia, akitől a legtöbb információnk származik, a haditengerészetnél szolgált és nem vett részt a szárazföldi hadműveletban. Dél-kánaáni régészeti felmérésekből azonban kikövetkeztethető, hogy az i. e. 16. század vége felé Jahmesz és közvetlen utódai nem akarták Kánaánt meghódítani, csak a hükszószok hatalmának megtörése érdekében támadtak meg városokat. Több települést teljesen elpusztítottak és ebben az időszakban nem is építették újjá, pedig egy hódító és adót kivető fáraónak ez állt volna az érdekében.
Jahmesz núbiai hadjáratai jobban dokumentáltak. Mint az Jahmesz kapitány felirataiból ismert, nem sokkal első núbiai hadjárata után egy Aata vagy Aatiu nevű núbiai fellázadt a fáraó ellen, de leverték. Ezután egy, a thébai uralkodóházzal szemben álló egyiptomi, Tetian köré gyűltek a núbiai felkelők. Tetian és követői feltehetőleg a hükszószok korábbi szövetségesei voltak. Jahmesz őket is legyőzte, és helyreállította az egyiptomi fennhatóságot Núbia fölött, amit utána egy új, Buhenben felállított központból kormányoztak. Alkirállyá egy bizonyos Dzsehutit nevezett ki. A núbiai hadjáratok befejezése már I. Amenhotepre maradt.
Úgy tűnik, kormányzatának felállításakor Jahmesz megjutalmazta azokat a helyi fejedelmeket, akik támogatták őt és családját a hükszószok ellen.

### Építkezései
Uralkodásának utolsó öt évét nagyszabású építkezéseknek szentelte. Ehhez több mészkőbányát is nyitott. Avariszban teljesen leromboltatta a hükszósz királyok palotáját és erődeit, amik helyére újakat emeltetett a. Érdekesség, hogy a falfestmények stílusa minószi hatást mutat. Ahhotep thébai sírjából is előkerültek égei-tengeri motívumokkal díszített fegyverek, ami szintén kereskedelmi-kulturális kapcsolatra mutat, ebben az egyiptomiak valószínűleg a hükszószokat követték. A mediterrán művészeti hatások azonban nem bizonyultak tartósnak, és a dinasztia első pár évtizede után eltűntek.
Bár Jahmesz Avariszt szánta fontos kereskedelmi központnak, a közeli Memphisz, a régi északi főváros – mely a hükszósz időkben elnéptelenedett – újra benépesült, és kezdte visszanyerni jelentőségét. Maga a fáraó is építkezett itt, ahogy több fontos kultuszközpontban is – Héliopoliszban, Ré kultusza központjában; Abüdoszban, Ozirisz kultuszhelyén, és mindenekelőtt Thébában, melynek főistene, Ámon a XVIII. dinasztia uralma alatt Egyiptom legjelentősebb istene lett. Az ő tiszteletére emelt karnaki templommal kapcsolatos építkezésekről Jahmesz számos sztéléje beszámol, ahogy arról is, hogy nagy összegekkel támogatta Ámon kultuszát, arany- és ezüsttárgyakat adományozott a templomnak, és ellátta kultusztárgyakkal, amelyeknek a feliratok szerint a templom ekkoriban teljesen híján volt. Jahmesz felesége, Ahmesz-Nofertari volt az első, aki viselte „az isten felesége” papnői címet, és fontos szerepet játszott Ámon kultuszában.

### Piramisa
Dél-Abüdoszban áll Jahmesz piramisszerű építménye, ami az utolsó piramis, amit egyiptomi fáraó építtetett. Az építményt már 1899-ben felfedezték és 1902-ben azonosították építtetőjeként Jahmeszt, de igazi feltárásokat csak az 1990-es években kezdte meg Stephen Harvey. A piramis kb. 70 m² alapterületű, a benne ábrázolt csatajelenetek – melyek közt vannak a lovak és a harci szekerek legkorábbi egyiptomi ábrázolásai – valószínűleg a hükszószokkal vívott csatákat ábrázolják. Ugyanitt épült egy teraszos kiképzésű sziklatemplom is. A komplexumhoz több más épület is tartozott, többek közt egy templom, melyet Jahmesz feleségének, Ahmesz-Nofertarinak szenteltek, valamint egy síremlék nagyanyjukak, Tetiserinek. Nem tudni, a piramist Jahmesz nyugvóhelyének vagy jelképes sírjának szánták.
Jahmesz uralkodása alatt a művészet újra felvirágzott; mivel Egyiptomnak újra hozzáférése volt Núbia aranyához és ezüstjéhez, a Sínai-félsziget (Szerabit el-Khadim) türkizéhez, Ázsia lapis lazulijához és Büblosz cédrusához. A művészeti stílus igyekezett visszatérni a középbirodalmihoz, az égei-tengeri hatások nem bizonyultak tartósnak a régi egyiptomi hagyományokkal szemben. Jahmesz uralkodása alatt fejlődhetett ki az üvegkészítés, a legkorábbi üveggyöngyön Jahmesz és I. Amenhotep neve áll.

## A trónutódlás
Jahmeszt fia, I. Amenhotep követte a trónon. Egy feltételezés szerint Amenhotep pár (legfeljebb hat) évig társuralkodó volt apjával. Ha így történt, a legkorábbi időpont, amikor Amenhotep társuralkodóvá válhatott, Jahmesz 18. uralkodási éve, mert ekkor halhatott meg az előző trónörökös, Jahmesz-ankh. A társuralkodásra csak közvetett bizonyítékok utalnak. Az első bizonyíték három kisebb tárgyból áll (egy kis üveggyöngyből, egy amulettből és egy törött sztéléből), melyeken Jahmesz és Amenhotep uralkodói neve szerepel, mindkettő a korai XVIII. dinasztia idejének megfelelő stílusban. A sztélé szövege szerint Amenhotepnek „örök élet adatssék”, ami azt jelzi, a király életben volt a felirat készültekor, de Jahmesz neve után nem szerepel a halottak nevét szokásosan követő „igaz hangú” jelző. Mivel uralkodói nevet a fáraó csak trónra léptekor vett fel, az, hogy mindketten élőként vannak ábrázolva, utalhat társuralkodásra.
A második bizonyíték, hogy I. Amenhotep halálakor már befejezte egy szed-ünnep előkészületeit, vagy lehetséges, hogy meg is kezdődött az ünnep. Mivel Amenhotep 21 évig uralkodott, a szed-ünnepet pedig hagyományosan a 30. uralkodási évben tartották, elképzelhető, hogy társuralkodóvá kinevezésétől számolta az éveket és így elérte a 30-at. Vannak azonban újbirodalmi példák arra is, hogy eltérnek a hagyománytól; Hatsepszut a 16. uralkodási évben tartotta meg szed-ünnepét, Ehnaton pedig tizenhét évnyi uralkodásának az elején.
A harmadik érv a társuralkodás mellett, hogy Jahmesz felesége, Ahmesz-Nofertari viselte „a király felesége” és „a király anyja” címeket is azon a két sztélén, amelyeket Jahmesz 22. uralkodási évében állítottak fel a maszarai kőfejtőknél. Ez arra utal, fia ekkor már király volt. Lehetséges azonban, hogy a cím csak tiszteletbeli; II. Ahhotep is felvette anélkül, hogy valóban egy király anyja lett volna; bár megvan a lehetősége, hogy volt egy fia, Amenemhat, aki I. Amenhotep társuralkodója volt, de még apja előtt meghalt; Ahhotep azonosítása I. Amenhotep feleségeként azonban nem teljesen biztos.
A társuralkodást jelenleg sem bizonyítani, sem cáfolni nem lehet, mindkettőre kevés a bizonyíték. Támogatói még arra szoktak rámutatni, hogy mivel Jahmesz ellen uralkodása során legalább egy felkelés volt, logikusnak tűnhetett még életében megkoronázni utódját, hogy elkerülje a trónért folytatott küzdelmet. Akár volt társuralkodás, akár nem, a kor kronológiájára nincs hatással, mert Amenhotep uralkodási éveit úgyis csak egyeduralkodóvá előlépésétől kezdte volna számolni.

## Múmiája

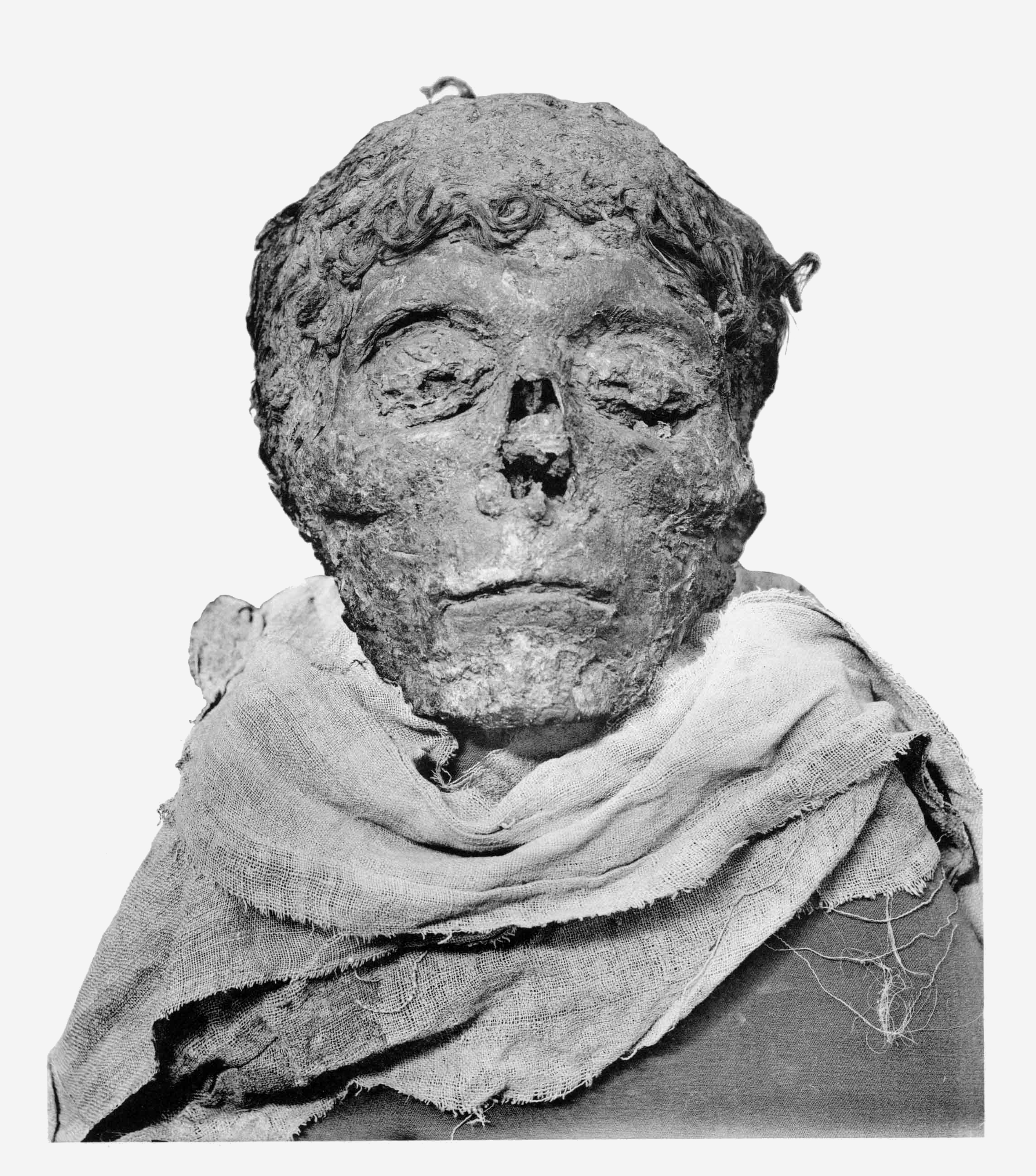
Jahmesz múmiájának feje

Jahmesz sírjának helye ismeretlen. Egy eredetileg neki tulajdonított múmiát – melynek személyazonosságát azonban később kétségbe vonták – a Deir el-Bahari-i rejtekhelyen (DB320) találták meg 1881-ben, több más újbirodalmi fáraóéval együtt. A múmiát Gaston Maspero bontotta ki 1886. június 9-én. A múmiát egy cédrusfa koporsóban találták, melyen hieroglifákkal Jahmesz neve állt; múmiapólyáin hieratikus írással szintén szerepelt a neve. Bár a koporsó stílusában megfelel a korszaknak, láthatóan nem uralkodó számára készült, aranyozását pedig már az ókorban lelopták. Más királyimúmiákhoz hasonlóan valószínűleg az övét is a XXI. dinasztiabeli II. Pinedzsem pap-király uralkodása alatt temették újra itt; Pinedzsem neve szintén megjelenik a múmiapólyákon. A múmia nyakában delphiniumvirágokból font koszorú volt. A testben sírrablók kárt tettek, feje letört a testről és orra is betört.
Jahmesz magassága kb. 1,63 m lehetett, arca kicsi volt, különös ismertetőjegyek nélkül. Fogai kissé előreálltak, ami családi jellegzetesség lehetett, mert a család pár nőtagjának múmiáján, illetve (feltételezett) leszármazottjáén, II. Thotmeszén is látható. A szokással ellentétben nem volt körülmetélve. Az első vizsgálatok alapján úgy gondolták, az 50-es éveiben halt meg, de a későbbi vizsgálatok szerint harmincas évei közepén. A röntgenvizsgálatok alapján a király érelmeszesedéstől szenvedett. Maspero leírása szerint:
…középmagas volt, mert mumifikált teste csak 5 láb 6 hüvelyk [kb. 168 cm] hosszú, de nyaka és mellkasa fejlettsége alapján igen erős lehetett. Feje a mellkashoz mérten kicsi, homloka alacsony és keskeny, arccsontjai kiállnak, haja erős szálú, hullámos. Arca emlékeztet Szekenenré Ta-aáéra, már a hasonlóság is elég lenne a rokonság megállapításához, ha nem is tudnánk, milyen rokonsági fok állt fenn a két fáraó közt.
A múmiát a királyi férfimúmiák többségével ellentétben nem a mellkasán keresztezett karral, hanem kinyújtott karral temették el. A vizsgálat kimutatta, hogy az agyat a gyakorlattal ellentétben nem az orrlyukakon, hanem az öreglyukon keresztül távolították el a koponyából a mumifikálás során. A koponyaüreget vászonnal töltötték ki, lehetséges, hogy nem balzsamozásakor, hanem újratemetése előtt, a XXI. dinasztia idején. A múmia jelenleg a Luxori Múzeumban található az I. Ramszesznek tulajdonított múmiával együtt, a The Golden Age of the Egyptian Military ('Az egyiptomi hadsereg aranykora') állandó kiállítás részeként.
1980-ban a múmia személyazonosságát kétségbe vonta Dr. James Harris ortodontológusprofesszor és Edward Wente egyiptológus. Harris megröntgenezte az Egyiptomi Múzeum összes királyi vagy annak tartott múmiáját, és nem talált hasonlóságot Jahmesz és Szekenenré, illetve Ahmesz-Nofertari kraniofaciális morfológiája közt. Ez alapján, illetve az alapján, hogy nem királyhoz illő pózban temették el, arra a következtetésre jutottak, hogy ez valószínűleg nem királyi múmia.

## Név, titulatúra
A Jahmesz (Ahmesz, Amószisz) név rendkívül gyakori volt ebben a korszakban a királyi családban. Ebben a névben – ahogy Jahmesz fáraó anyja, Ahhotep nevében is – Iah (Jah) holdisten neve szerepel, akit nagy tiszteletben tartottak ebben az időben, bár nem tudni, hol volt a kultuszközpontja.
Jahmesz a 17. vagy 18. évtől kezdve írta úgy nevét, hogy a holdsarló lefelé fordult benne, ez segít feliratai datálásában.
A fáraók titulatúrájának magyarázatát és történetét lásd az Ötelemű titulatúra szócikkben.
| G5 |

| G5 |

| O29 | L1 | G43 |

| O29 | L1 | G43 |

| O29 | L1 | G43 |

| O29 | L1 | G43 |

| G5 |

| G5 |

| O29 | L1 | G43 |

| O29 | L1 | G43 |

| O29 | L1 | G43 |

| O29 | L1 | G43 |

| G16 |

| G16 |

| t · t | A53 | F31 | t | G43 |

| t · t | A53 | F31 | t | G43 |

| G16 |

| G16 |

| t · t | A53 | F31 | t | G43 |

| t · t | A53 | F31 | t | G43 |

| G8 |

| G8 |

| S24 · O34 | N17 · N17 |

| S24 · O34 | N17 · N17 |

| G8 |

| G8 |

| S24 · O34 | N17 · N17 |

| S24 · O34 | N17 · N17 |

| M23 | L2 |

| M23 | L2 |

| N5 · nb | F9 | t · t |

| N5 · nb | F9 | t · t |

| N5 · nb | F9 | t · t |

| N5 · nb | F9 | t · t |

| N5 · nb | F9 | t · t |

| N5 · nb | F9 | t · t |

| N5 · nb | F9 | t · t |

| N5 · nb | F9 | t · t |

| M23 | L2 |

| M23 | L2 |

| N5 · nb | F9 | t · t |

| N5 · nb | F9 | t · t |

| N5 · nb | F9 | t · t |

| N5 · nb | F9 | t · t |

| N5 · nb | F9 | t · t |

| N5 · nb | F9 | t · t |

| N5 · nb | F9 | t · t |

| N5 · nb | F9 | t · t |

| G39 | N5 | \| \| |
|     |    |       |

|  |

| G39 | N5 | \| \| |
|     |    |       |

|  |

| N12 | F31 | s |

| N12 | F31 | s |

| N12 | F31 | s |

| N12 | F31 | s |

| N12 | F31 | s |

| N12 | F31 | s |

| N12 | F31 | s |

| N12 | F31 | s |

| G39 | N5 | \| \| |
|     |    |       |

|  |

| G39 | N5 | \| \| |
|     |    |       |

|  |

| N12 | F31 | s |

| N12 | F31 | s |

| N12 | F31 | s |

| N12 | F31 | s |

| N12 | F31 | s |

| N12 | F31 | s |

| N12 | F31 | s |

| N12 | F31 | s |